# Archaeornithomimus
Archaeornithomimus ist eine Dinosauriergattung aus der Gruppe der Ornithomimosauria innerhalb der Theropoda. Er lebte in der frühen Oberkreide im heutigen Ostasien.

## Merkmale
Archaeornithomimus erreichte eine Länge von rund 3,5 Metern. Sein Körperbau glich dem der übrigen Ornithomimidae: Der relativ kleine und leicht gebaute Schädel saß auf einem langen, biegsamen Hals. Die Schnauze war langgestreckt und endete in einem Hornschnabel, Zähne waren nicht vorhanden. Die großen Augen saßen seitlich am Kopf. Die Arme waren relativ groß, aber schwach gebaut. Die Hände trugen drei Finger, die in stumpfen Krallen endeten. Die Hinterbeine waren größer als die Vorderbeine, der Dinosaurier bewegte sich biped (auf zwei Beinen) fort. Die verlängerten Unterschenkel und Mittelfußknochen sind ein Anzeichen, dass Archaeornithomimus schnell laufen konnte. Die Füße endeten in drei nach vorne gerichteten Zehen. Von anderen Ornithomimidae unterschied sich dieser Dinosaurier in den robusteren Gliedmaßenknochen, in der Anzahl der Sakralwirbel (fünf statt sechs Kreuzbeinwirbel) und im Bau des Sitzbeins (Ischium).
Archaeornithomimus gehört zu den wenigen Ornithomimosauriern, von denen eine Massenablagerung vieler, teilweise schlecht erhaltener Tiere gefunden wurde. Es ist daher denkbar, dass er zumindest Teile des Jahres in Gruppen lebte. Was dieser Dinosaurier mit seinem zahnlosen Schnabel fraß, ist nicht bekannt. Funde bei verwandten Gattungen lassen eher auf eine pflanzen- oder allesfressende Ernährung schließen.

## Entdeckung und Benennung
Die fossilen Überreste von Archaeornithomimus wurden in der Iren-Dabasu-Formation in der Inneren Mongolei in China gefunden. 1933 erfolgte die Erstbeschreibung durch Charles W. Gilmore, noch unter der Bezeichnung Ornithomimus asiaticus – es war der erste in Asien entdeckte Vertreter dieser Gruppe. 1972 prägte Dale Alan Russell die neue Gattung Archaeornithomimus. Der Name („alter Vogelnachahmer“) spielt auf die Ähnlichkeit mit dem „Vogelnachahmer“ Ornithomimus und auf das höhere Alter dieses Fundes an. Angaben zum Alter dieses Dinosauriers variieren, Makovicky et al. (2004) datieren den Fund vorläufig in das Coniacium (frühe Oberkreide, vor ca. 89 bis 86 Mio. Jahren).